# Florideophyceae
Florideophyceae je nejpočetnější třída ruduch (Rhodophyta).

## Systematika a evoluce
Třída Florideophyceae zahrnuje asi 95 % diverzity ruduch. Dělena je do pěti podtříd:
- Ahnfeltiophycidae
  - řád Ahnfeltiales C.A. Maggs & C.M. Pueschel
  - řád Pihiellales J.M. Huisman, A.R. Sherwood & I.A. Abbott
- Corallinophycidae
  - řád Corallinales P.C. Silva & H.W. Johansen
  - řád Hapalidiales W.A.Nelson, J.E.Sutherland, T.J.Farr & H.S.Yoon
  - řád Rhodogorgonales
- Hildenbrandiophycidae
  - řád Hildenbrandiales Pueschel & Cole
- Nemaliophycidae
  - řád Acrochaetiales Feldmann
  - řád Balbianiales R.G. Sheath & K.M. Müller
  - řád Balliales H.-G. Choi, G.T. Kraft & G.W. Saunders
  - řád Batrachospermales Pueschel & K.M. Cole
  - řád Colaconematales J.T. Harper & G.W. Saunders
  - řád Nemaliales F. Schmitz
  - řád Palmariales
- Rhodymeniophycidae
  - řád Acrosymphytales R.D.Withall & G.W.Saunders
  - řád Bonnemaisoniales
  - řád Ceramiales
  - řád Gelidiales
  - řád Gigartinales F. Schmitz
  - řád Gracilariales S. Fredericq & M.H. Hommersand
  - řád Halymeniales G.W. Saunders & Kraft
  - řád Nemastomatales Kylin
  - řád Peyssonneliales D.M. Krayesky, Fredericq & J.N. Norris
  - řád Plocamiales G.W. Saunders & G.T. Kraft
  - řád Rhodymeniales

Analýzy molekulárních hodin z roku 2016 odhadují divergenci celé třídy na období před 943 (817–1 049) miliony lety. Odštěpení podtřídy Hildenbrandiophycidae je kladeno do období před asi 781 (681–879) miliony lety, odštěpení Nemaliophycidae do období před asi 661 (597–736) miliony lety, odštěpení Corallinophycidae do období před asi 579 (543–617) miliony lety a divergence Ahnfeltiophycidae a Rhodymeniophycidae před asi 508 (442–580) miliony lety.

## Charakteristika a životní cyklus
Jejich častým sdíleným znakem je mj. přítomnost pit connections – tunelovitých spojení mezi sousedícími buňkami, která jsou navíc uzavřena proteinovou zátkou, jež je nazývána pit plug. Charakteristickou vlastností je rovněž střídání sporofytu a gametofytu v rámci třífázového životního cyklu. Samčí gametofyt produkuje spermacie, které jsou volně unášeny k samičímu karpogoniu (zachycení pasivních samčích pohlavních buněk napomáhá podlouhlý výběžek na karpogoniu, tzv. trichogyn). Po splynutí spermacií s karpogoniem jsou však v rámci dalšího vývoje včleněny hned dvě diploidní fáze, aby tak byl maximalizován reprodukční úspěch. Z tzv. karposporofytu jsou nejprve v masivním měřítku odlučovány diploidní karpospory, které dávají vzniknout tetrasporofytům. Teprve ty pak meiotickým dělením produkují haploidní tetraspory, jež dávají vzniknout novým gametofytům. V rámci různých skupin florideofycidních ruduch se navíc objevují četné odvozené vzorce tohoto základního schématu. Pokročilejší řády například rozvíjejí různé přídatné buňky, například vyživovací a generativní, s nimiž se oplodněné karpogonium spojuje za vzniku mnohojaderné fúzní buňky. Některé ruduchy druhotně třífázový životní cyklus opustily (např. řád Palmariales [podtřída Nemaliophycidae]) či jinak modifikovaly (tetrasporofyt například nemusí žít volně, jako u řádů Nemaliales [podtřída Nemaliophycidae] nebo Gigartinales [podtřída Rhodymeniophycidae]).
Některé skupiny florideofycidních ruduch rozvíjejí schopnost kalcifikace, která navíc u některých kladů mohla vzniknout i nezávisle na sobě: jmenovat lze například řády Corallinales a Nemaliales.

## Galerie

Galerie vybraných zástupců
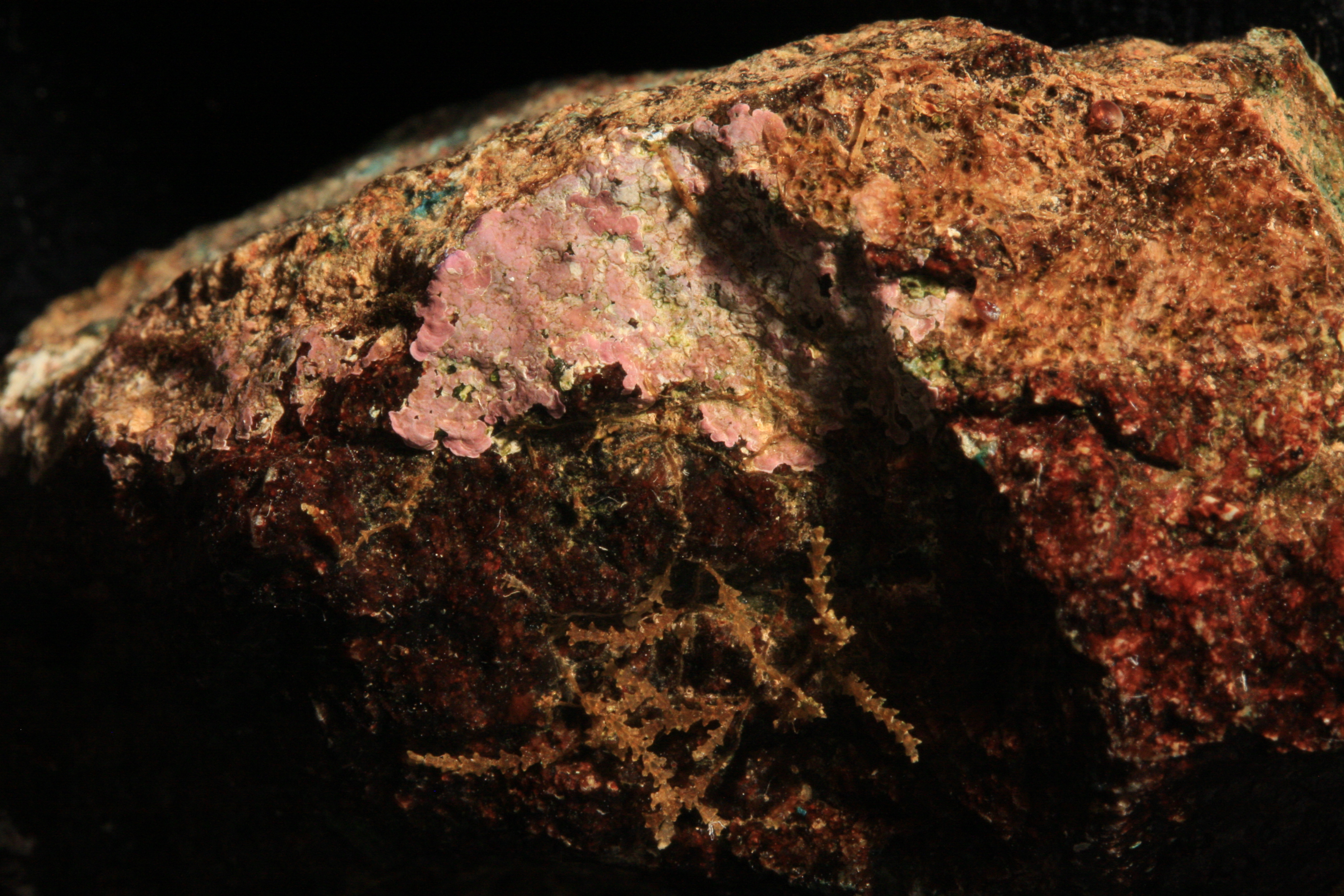
Hildenbrandia (podtřída Hildenbrandiophycidae, řád Hildenbrandiales)
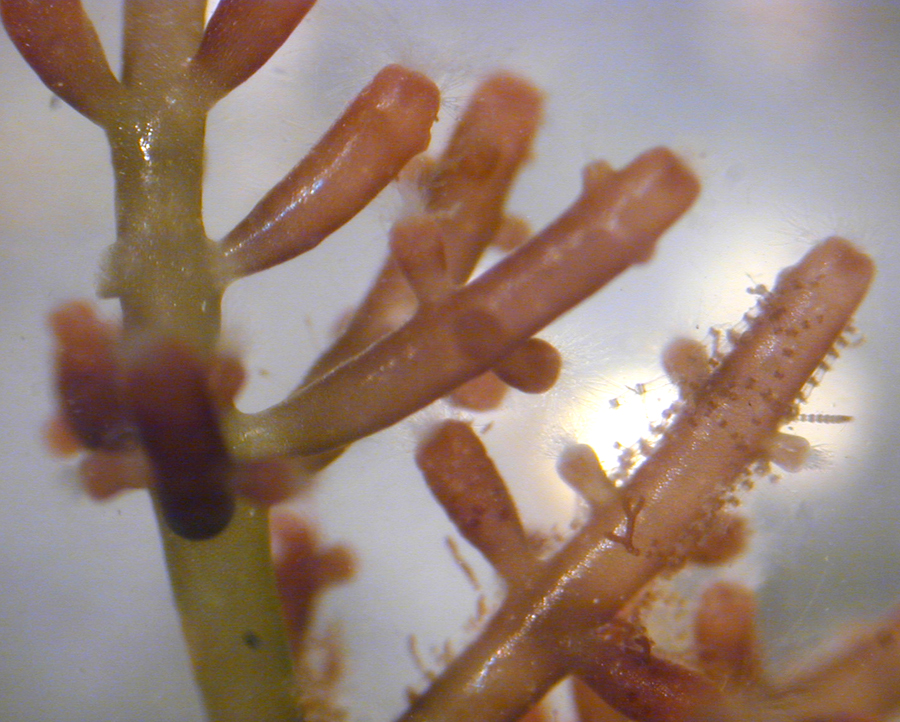
Laurencia (podtřída Rhodymeniophycidae, řád Ceramiales)
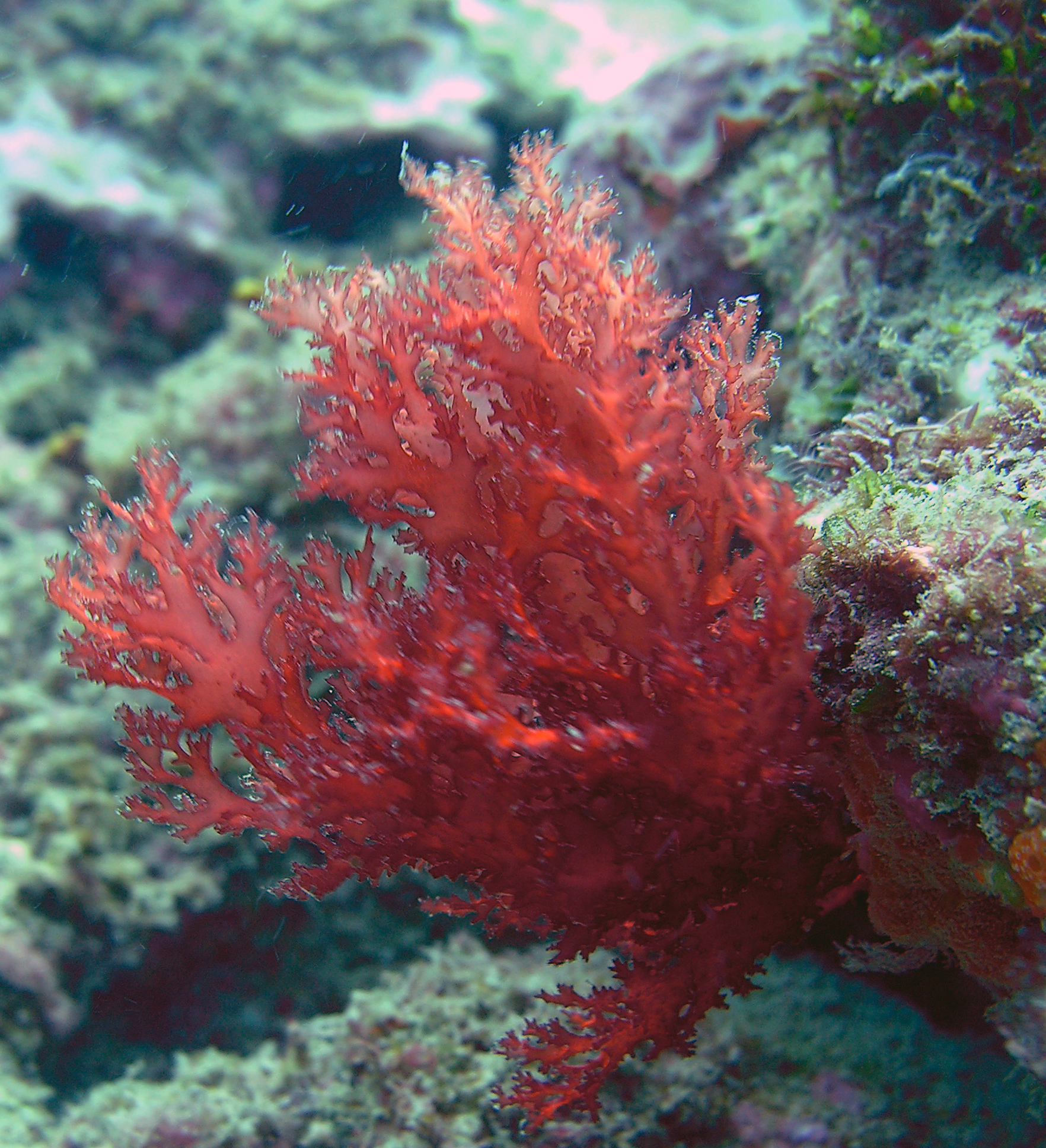
Gelidium (podtřída Rhodymeniophycidae, řád Gelidiales); mnohé ruduchy z řádu Gelidiales slouží k výrobě agaru
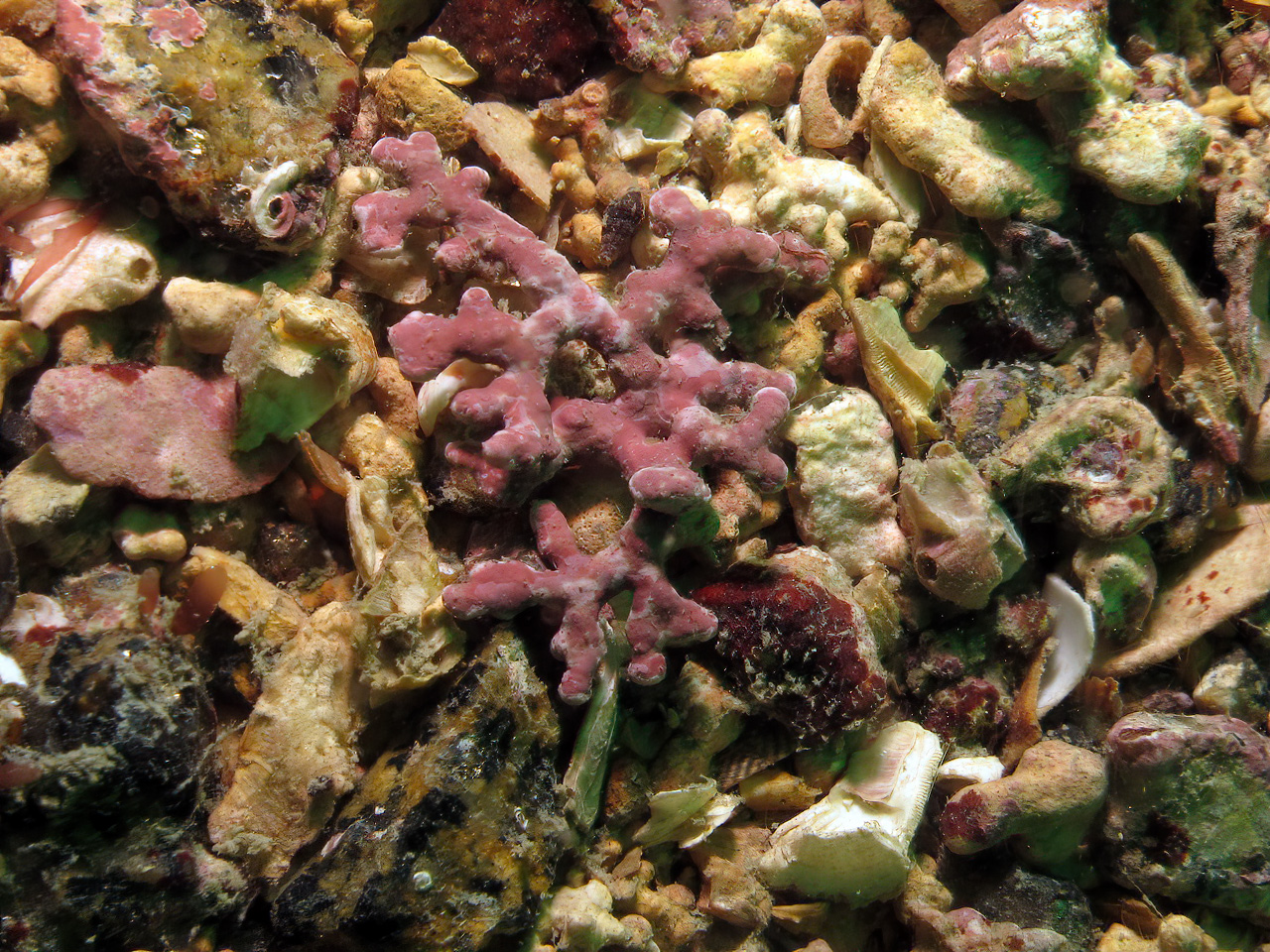
Phymatolithon (podtřída Corallinophycidae, řád Corallinales)
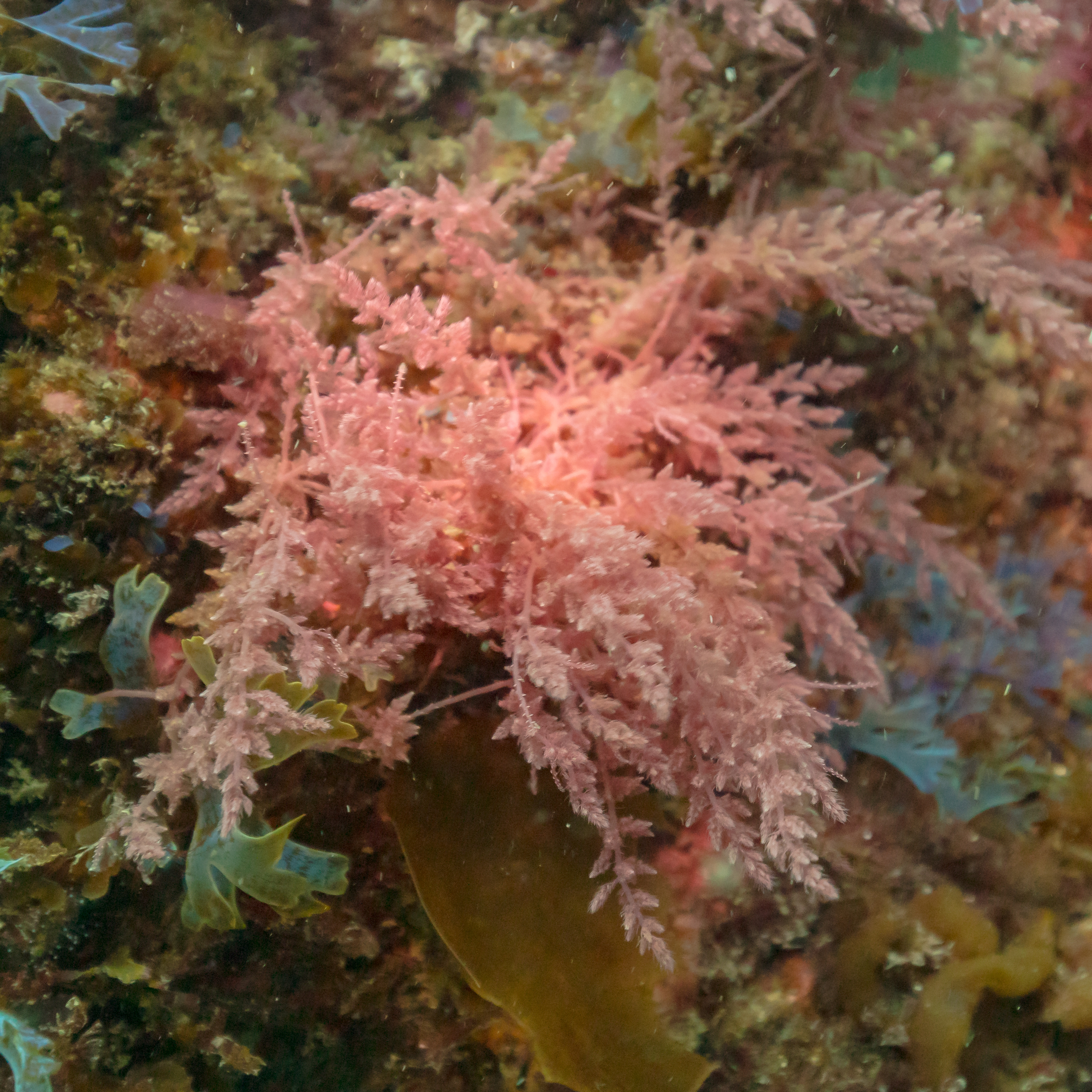
Asparagopsis (podtřída Rhodymeniophycidae, řád Bonnemaisoniales)